# Joseph Schönberger
Joseph Schönberger (* 1. August 1775 in Brumath; † 28. September 1832 in Trier) war ein deutscher Landrat.

## Leben
Joseph Schönberger war ein Sohn des Verwalters Anton Schönberger und dessen Ehefrau Catharina, geb. Armbruster. Nach Ende seiner schulischen Ausbildung in Rastatt arbeitete er ab 1795 als Commis bei der Munizipalverwaltung in Neuf-Brisach, bevor er dort am 8. April 1798 die Leitung als Erster Sekretär übernahm. Inzwischen als Sekretär der Mairie Edenkoben im Kanton Edenkoben tätig, wechselte er am 20. April 1805 als Obersekretär zur Sous-préfecture nach Speyer. War er 1811 noch etatmäßiger Experte bei der „Tabakregie“, wurde er 1814 zum Sous-préfet und Kreisdirektor von Speyer ernannt.
Am 21. November 1815 wurde er zum Kreisdirektor des Kreises Ottweiler ernannt. Ab April 1816 übte er die Funktion entsprechend der neuen preußischen Verwaltungsordnung als erster Landrat des neuen Landkreises Ottweiler bis zum Jahr 1825 aus. Nach seiner Versetzung als Landrat in den Landkreis Merzig am 16. März 1825 bat er dort am 1. November 1829 aus gesundheitlichen Gründen um seine Dienstentlassung, worauf er zum 1. Januar 1830 in den Ruhestand versetzt wurde.

## Familie
Joseph Schönberger war seit ca. 1798 mit Karolina, geb. Justey (1778–1839) verheiratet.